# Weldona
Weldona – jednostka osadnicza w Stanach Zjednoczonych, w stanie Kolorado, w hrabstwie Morgan.